# Фальк-Рённе, Арне
Арне Фальк-Рённе (дат. Arne Falk-Rønne; 5 декабря 1920 — 9 июля 1992) — датский журналист, писатель, фотограф и этнограф. Член «Датского Клуба приключений» (дат. Eventyrernes Klub).

## Биография
По окончании в 1940 году гимназии Фредериксберга в Копенгагене, учился в Рённе на острове Борнхольм, получив образование журналиста, после чего работал в местных печатных изданиях. До того как в 1945 году случай привёл Арне Фальк-Рённе к берегам Америки, он и не помышлял всерьез о странствиях и готовился стать богословом. По его собственным словам, найти своё призвание помогла встреча и беседа с писателем Эрнестом Хемингуэем в Гаване.
Всерьез занявшись написанием статей для иллюстрированных журналов, сопровождаемых его собственными фотографиями, освещал в своих занимательных популярных книгах этнографической направленности собственные командировки по следам известных учёных, путешественников и литературных персонажей: «Приключения графа с острова Монте-Кристо» (1953), «Приключения на острове Робинзона Крузо» (1954), «Увидеть Неаполь и полакомиться соусом» (1956), «В Африку по следам Стэнли» (1972), «Испания в сердце» (1986), «Канада — страна иммигрантов» (1986) и др. Также совершал поездки по библейским местам, красочно описывая далёкое прошлое Святой земли: «Дорога в Вифлеем» (1963), «Дорогами апостола Павла» (1967), «Путь Авраама в землю Ханаанскую» (1971), «С Моисеем через пустыню» (1973), «Ты, Пётр!» (1976), «В страну фараонов» (1979), «По тропам библейским. Путешествие по стопам Иоанна Крестителя» (1982) и др.
В 1960-х годах увлёкся изучением культуры и обычаев коренных народов Америки, а затем Австралии и Океании, выпустив такие книги, как «Этим утром на реке Амазонка» (1964), «Слева по борту — рай. Путешествие по следам "Баунти"» (1965), «Мёртвые индейцы — геноцид в Южной Америке» (1973), «Путешествие в каменный век. Среди племен Новой Гвинеи» (1974), «Где ты, рай?» (1982) и др. Сделался популярным у себя на родине в качестве автора очерков о путешествиях в экзотические страны, писавшихся для еженедельного издания Familie Journal (Копенгаген). В 1970-е годы участвовал в съёмках документальных фильмов и передач на датском телевидении.
Проводил порою целые месяцы среди племен каменного века, изучая их нравы и обычаи. Путешествовал по джунглям Перу, разыскивая на плоскогорьях Анд потомков последнего короля инков, жил среди индейских племен, обучаясь у них искусству стрельбы из духовых трубок, общался с искателями алмазов Гвианы и ловцами жемчуга в Карибском море, охотится на крокодилов с папуасами Новой Гвинеи.
Неоднократно публично выступал в прессе против политики геноцида «отсталых» племен. В книге «Мертвые индейцы» подробно описал, как ради овладения землями коренного населения Бразилии за несколько десятилетий было уничтожено около миллиона индейцев.
Автор около 50 книг о народах разных стран, в первую очередь о коренных жителях Океании. Его книги были выпущены на 13 языках народов мира.

## Русские переводы
- Фальк-Рённе Арне. Слева по борту — рай (путешествие по следам «Баунти») / Пер. с дат. и предисл. В. Л. Якуба. Послесл. К. В. Малаховского. — М.: Наука, Главная редакция восточной литературы, 1982. — 224 с. — (Рассказы о странах Востока).
- Фальк-Рённе Арне. Путешествие в каменный век. Среди племён Новой Гвинеи / Пер. с дат. В. Л. Якуба. Послесл. М. А. Членова. — 2-е изд. — М.: Наука, Главная редакция восточной литературы, 1986. — 198 с. — (Рассказы о странах Востока).
- Фальк-Рённе Арне. Где ты, рай? / Пер. с дат. Л. Р. Серебрянного. — М.: Прогресс, 1989. — 168 с. — ISBN 5-01-001630-3.